# Dieter Heckelmann

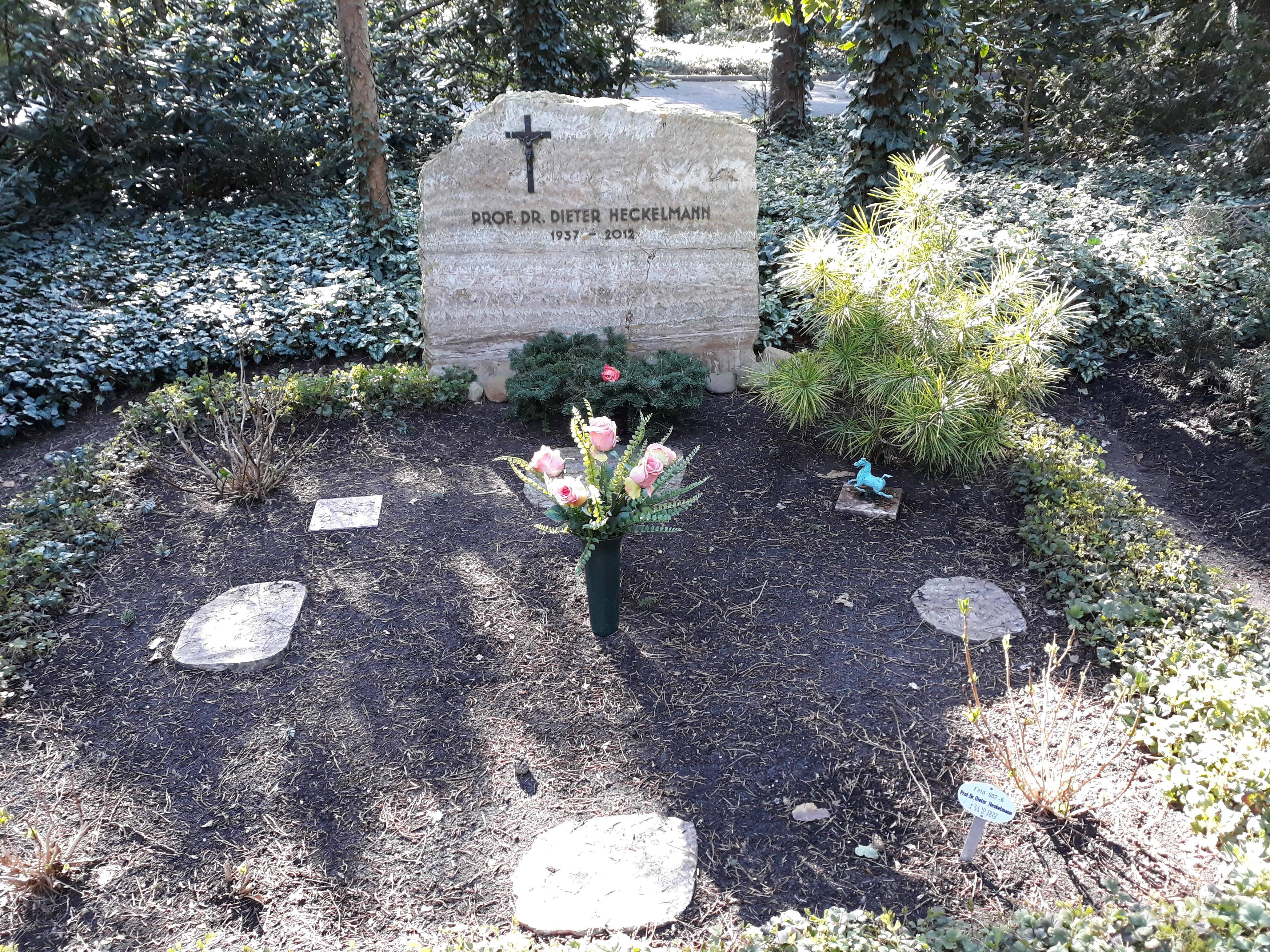
Das Grab von Dieter Heckelmann auf dem Waldfriedhof Dahlem

Dieter Heckelmann (* 23. Oktober 1937 in Wiesbaden; † 24. Juni 2012 in Berlin) war ein deutscher Jurist, Hochschullehrer und Politiker (zunächst parteilos, später CDU). Von 1977 bis 1983 war er Erster Vizepräsident, anschließend bis 1991 Präsident der Freien Universität Berlin. Von 1991 bis 1996 war er Innensenator der Stadt Berlin.

## Leben
Ein Studium der Rechtswissenschaften an den Universitäten von Frankfurt am Main, Marburg und Mainz schloss er 1965 mit einer Dissertation an der Westfälischen Wilhelms-Universität in Münster über Die Anfechtbarkeit von Schuldübernahmen ab. 1972 habilitierte er sich mit einer Arbeit zu Abfindungsklauseln in Gesellschaftsverträgen und trat 1975 eine Professur für Bürgerliches Recht an der Freien Universität Berlin (FU) an. In seine Amtszeit als Präsident der FU-Berlin fielen die Studentenproteste („Unimut“-Streik) an der FU 1988/89.
Heckelmann war Mitglied der Notgemeinschaft für eine freie Universität (NofU), die sich dem Ziel verschrieben hatte, kommunistische Einflüsse zurückzudrängen. Dafür legten sie Dossiers über kritische Studenten an.
Nach den Wahlen zum Abgeordnetenhaus wurde Dieter Heckelmann 1991 vom Regierenden Bürgermeister Diepgen zum Berliner Innensenator berufen, übte dieses Amt jedoch nur für diese bis 1996 andauernde Wahlperiode aus. Im Rahmen des Untersuchungsausschusses zum Mykonos-Attentat, den Neonazis in der Freiwilligen Polizei-Reserve und dem Skandal um seinen Pressereferenten Hans-Christoph Bonfert, laut Spiegel Dauergast bei den von Hans-Ulrich Pieper ausgerichteten rechtsextremen Dienstagsgesprächen, geriet er politisch unter Druck, so dass ihm 1994 die Zuständigkeit für den Berliner Verfassungsschutz entzogen wurde. Er gehörte noch bis 1999 dem Berliner Abgeordnetenhaus an und schied danach ganz aus der Politik aus.
Heckelmann war verheiratet und hatte eine Tochter und einen Sohn. Sein Grab befindet sich auf dem Waldfriedhof Dahlem.